# Dexiogyia corticina
Dexiogyia corticina är en skalbaggsart som först beskrevs av Wilhelm Ferdinand Erichson 1837.  Dexiogyia corticina ingår i släktet Dexiogyia, och familjen kortvingar. Arten är reproducerande i Sverige.